# Camp solenoidal

Un exemple de camp solenoidal: el camp '.

En càlcul vectorial, un camp solenoidal és aquell pel qual tota integral sobre una superfície tancada és zero. És a dir, un camp vectorial {\displaystyle {\vec {F}}} és solenoidal si, i només si,
{\displaystyle \iint \limits _{S}{{\vec {F}}d{\vec {S}}}=0\qquad \forall {S}{\text{  tancada}}}
Evidentment, una altra caracterització equivalent pels camps solenoidals és que un camp {\displaystyle {\vec {F}}} és solenoidal si, i només si, per qualssevol superfícies {\displaystyle S} i {\displaystyle T} amb la mateixa vora es compleix
{\displaystyle \iint \limits _{S}{{\vec {F}}d{\vec {S}}}=\iint \limits _{T}{{\vec {F}}d{\vec {S}}}}
Si el domini del camp és un conjunt estrellat, aleshores un camp vectorial {\displaystyle {\vec {F}}} és solenoidal si, i només si, la divergència del camp és zero: 
{\displaystyle \left\langle {\vec {\nabla }},{\vec {F}}\right\rangle =0}
Aquesta condició se satisfà, independentment del domini del camp, si {\displaystyle {\vec {F}}} és derivable d'un potencial vectorial {\displaystyle {\vec {G}}}. És a dir, si per algun camp vectorial {\displaystyle {\vec {G}}} es té: 
{\displaystyle {\vec {F}}={\vec {\nabla }}\land {\vec {G}}}
Ja que llavors es compleix automàticament que: 
{\displaystyle \left\langle {\vec {\nabla }},{\vec {F}}\right\rangle =\left\langle {\vec {\nabla }},({\vec {\nabla }}\land {\vec {G}})\right\rangle =0}
L'afirmació contrarecíproca també és certa gràcies a un teorema de Poincaré, si {\displaystyle {\vec {F}}} és solenoidal en algun punt llavors localment el camp és expressable com el rotacional d'un camp vector.

## Exemples de la física
- Una de les equacions de Maxwell implica que el camp magnètic B és solenoidal.
- El camp de velocitats d'un flux incompressible és solenoidal.
- Donada una barra o prisma mecànic sotmès a torsió el camp de tensions tangencials d'una secció transversal associades a la torsió és solenoidal, amb corbes integrals tancades.